# 舍讷贝格 (韦斯特林山区阿尔滕基兴县)
舍讷贝格是德国莱茵兰-普法尔茨州阿尔滕基兴县的一个市镇。总面积3.20平方公里，总人口413人，其中男性202人，女性211人（2011年12月31日），人口密度129人/平方公里。